# Utricularia bisquamata
Utricularia bisquamata es una pequeña planta carnívora anual que pertenece al género Utricularia. Es nativa del sur de África, donde se puede encontrar en Angola, Lesotho, Madagascar, Namibia, y Sudáfrica. U. bisquamata crece como una planta terrestre en suelos húmedos, arenosos o turbosos entre musgos junto a arroyos o depresiones húmedas a altitudes desde el nivel del mar hasta 1200 metros en Sudáfrica y hasta 2250 metros en Angola. Fue descrita originalmente y publicada por Franz von Paula Schrank en 1824.

## Descripción
Utricularia bisquamata es una pequeña hierba anual que crece hasta una altura de unos 12 cm. Tiene una roseta de hojas estrechas y tallos delgados que soportan racimos de flores con dos labios, blancos, violeta pálido o ocasionalmente amarillos. El labio superior es pequeño con dos o tres lóbulos y el labio inferior tiene dos lóbulos cortos en el lateral y un lóbulo central. La base del labio inferior tiene una mancha de amarillo que varía en tamaño. Las trampas, translúcidas, se desarrollan en las raíces.

## Distribución y hábitat
Utricularia bisquamata es nativa del sur de África donde se encuentra en Angola, Namibia, Sudáfrica, Eswatini, Lesotho y Madagascar, y forma parte de la comunidad de fynbos. El hábitat típico de esta especie son los suelos ácidos y pantanosos en áreas de arenisca donde crece entre musgos en lugares húmedos.

## En cultivo
U. bisquamata a veces se encuentra en cultivo y germina libremente a partir de semillas. La cultivar “Betty’s Bay” tiene flores más grandes y coloridas.